# Nesokia indica
Nesokia indica es una especie de roedor miomorfo de la familia Muridae.

## Distribución
Se encuentra en Afganistán, Bangladés, China, Egipto, India, Irán, Irak, Pakistán, Palestina, Arabia Saudita, Israel, Siria, Tayikistán, Turkmenistán y Uzbekistán.

## Hábitat
Su hábitat natural son los matorrales templados.